# Jörgen Appelgren
Sten Jörgen Appelgren, född 23 maj 1955, är en svensk ekonom och politiker.
Jörgen Appelgren har varit departementsråd på finansdepartementet och 1996–1999 chefsanalytiker på  Warburg Dillon Reed (nuvarande UBS). Han började på Nordea 1999 och blev 2004 chefsekonom efter Olle Djerf. Han lämnade Nordea 2008 och efterträddes av Annika Winsth. Han har därefter varit konsult.

## Partipolitiskt engagemang
Jörgen Appelgren tillträdde i februari 2014 som partiledare för Junilistan och var partiets toppkandidat vid Europaparlamentsvalet i Sverige i maj 2014. Partiet fick 0,3% av rösterna och därmed inga mandat. Enligt uppgift på partiets hemsida ligger partiet "i malpåse" sedan 27 oktober 2014.